# 寶飯郡
寶飯郡（日语：〔〕／ Hoi gun */?）為過去位於日本愛知縣東南部，三河地區的郡。已於2010年2月1日因無所屬町村而消失。
過去在19世紀末時的轄區包括現在的蒲郡市全部地區、豐川市的大部分地區、豐橋市位於豐川以北的地區。

## 歷史
在令制國時代屬於三河國，東以豐川為界，4世紀後半時，曾設有設有穗國造負責管理東三河地區，最初時範圍還包括位於豐川上游的美濃三河高原區域，該區域直到10世時才被分出另外設立為設樂郡。
三河國的國府、一宮、總社、國分寺、國分尼寺也都是位於寶飯郡內。
15世紀時曾由一色氏所掌控，並在此築有一色城，但在应仁之乱之後，此地的一色氏家族遭到滅亡，此區域分別被牧野城、牛久保城、長澤城、伊奈城、上之鄉城的多個勢力所割據。16世紀一度被今川義元所掌控，但隨後被德川家康所控制，直到德川家康被豐臣秀吉改封至關東之後，也曾一度成為池田輝政的領地。
17世紀江戶時代後，寶飯郡內的區域分屬眾多譜代大名或是直屬的旗本，包括三河吉田藩、磐城平藩、西尾藩、岡部藩、西大平藩、刈谷藩都有位於寶飯郡的領地。
19世紀末明治維新實施廢藩置縣後，原屬幕府和旗本的領地先被劃屬三河裁判所，後又改設為三河縣，但之後又隨著三河縣的廢除被拆分給伊那縣和靜岡藩。
而其他原屬各藩的區域則分別改隸屬豐橋縣、西尾縣、半原縣、西大平縣、刈谷縣、靜岡縣，直到1871年的第一次府縣整併後，整個寶飯郡與過去原屬三河國的區域一同整併至新設立的額田縣，但在1972年又隨著額田縣被併入愛知縣。
1878年愛知縣實施郡區町村編製法時，正式設置近代的行政區劃「寶飯郡」，並在御油村（位於現在的豐川市）設置郡役所。

### 沿革

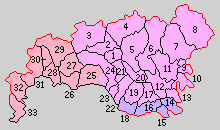
1889年寶飯郡轄下的行政區劃：1.御油村、2.赤坂村、3.長澤村、4.萩村、5.平幡村、6.穗原村、7.桑富村、8.本茂村、9.麻生田村、10.睦美村、11.豐川村、12.牛久保村、13.明子村、14.大村、15.下地村、16.鹿菅村、17.豐秋村、18.前芝村、19.伊奈村、20.白鳥村、21.國府村、22.佐脇村、23.御馬村、24.御津村、25.大塚村、26.三谷村、27.豐岡村、28.蒲郡村、29.靜里村、30.神之鄉村、31.鹽津村、32.形原村、33.西浦村
（紫色：現屬豐橋市、桃色：現屬豐川市、紅色：現屬蒲郡市）

- 1889年10月01日：實施町村制，寶飯郡下設：御油村（日语：御油町）、赤坂村（日语：赤坂町 (愛知県)）、長澤村（日语：長沢村 (愛知県)）、萩村（日语：萩村）、平幡村（日语：平幡村）、穗原村（日语：穂原村 (愛知県)）、桑富村（日语：桑富村）、本茂村（日语：本茂村）、麻生田村（日语：麻生田村）、睦美村（日语：睦美村）、豐川村（日语：豊川町）、牛久保村（日语：牛久保町）、明子村（日语：明子村）、大村（日语：大村 (愛知県)）、下地村（日语：下地町 (愛知県)）、鹿菅村（日语：鹿菅村）、豐秋村（日语：豊秋村 (愛知県宝飯郡)）、前芝村（日语：前芝村）、伊奈村（日语：伊奈村）、白鳥村（日语：白鳥村 (愛知県)）、國府村（日语：国府町 (愛知県)）、佐脇村（日语：佐脇村）、御馬村（日语：御馬村）、御津村、大塚村（日语：大塚村 (愛知県宝飯郡)）、三谷村（日语：三谷町）、豐岡村（日语：豊岡村 (愛知県宝飯郡)）、蒲郡村（日语：蒲郡町）、靜里村（日语：静里村 (愛知県)）、神之鄉村（日语：神ノ郷町）、鹽津村（日语：塩津村 (愛知県)）、形原村（日语：形原町）、西浦村（日语：西浦町 (愛知県宝飯郡)）。（33村）
- 1891年04月01日：實施郡制（日语：郡制）。[4]
- 1891年10月16日：（3町30村）
  - 下地村改制為下地町（日语：下地町 (愛知県)）。
  - 牛久保村改制為牛久保町（日语：牛久保町）。
  - 蒲郡村改制為蒲郡町（日语：蒲郡町）。
- 1892年01月29日：御油村改制為御油町（日语：御油町）。（4町29村）
- 1893年03月13日：（6町27村）
  - 國府村改制為國府町（日语：国府町 (愛知県)）。
  - 豐川村改制為豐川町（日语：豊川町）。
- 1894年06月23日：赤坂村改制為赤坂町（日语：赤坂町 (愛知県)）。（7町26村）
- 1894年12月10日：三谷村改制為三谷町（日语：三谷町）。（8町25村）
- 1906年070月1日：（8町13村）
  - 豐川町、麻生田村和睦美村的三谷原、牧野、土筒、當古地區合併為新設立的豐川町（日语：豊川町）。
  - 睦美村的瀨木地區和牛久保町、明子村合併為新設立的牛久保町（日语：牛久保町）。
  - 御津村、御馬村、佐脇村合併為新設立的御津村。
  - 下地町、大村、鹿菅村合併為新設立的下地町（日语：下地町 (愛知県)）。
  - 本茂村、桑富村合併為一宮村（日语：一宮町_(愛知県)）。
  - 穗原村、平幡村合併為八幡村（日语：八幡村_(愛知県宝飯郡)）。
  - 蒲郡町、豐岡村、靜里村、神之鄉村合併為新設立的蒲郡町（日语：蒲郡町）。
- 1906年09月10日（8町11村）
  - 伊奈村和豐秋村合併為小坂井村。
  - 國府町和白鳥村合併為新設立的國府町（日语：国府町 (愛知県)）。
- 1923年04月01日：廢除郡會和郡參事會。[5]
- 1924年04月01日：形原村改制為形原町（日语：形原町）。（9町10村）
- 1926年07月01日：廢除郡役所，此後郡不再作為行政區劃，只作為地名的表示。[5]
- 1926年09月12日：小坂井村改制為小坂井町。（10町9村）
- 1930年02月11日：御津村改制為御津町。（11町8村）
- 1932年09月01日：下地町被併入豐橋市。（10町8村）
- 1933年06月10日：豐橋市的院之子町地區被併入豐川町。
- 1943年06月01日：豐川町、牛久保町、國府町、八幡村合併為豐川市，並脫離寶飯郡。（7町7村）
- 1944年02月11日：西浦村改制為西浦町（日语：西浦町 (愛知県宝飯郡)）。（8町6村）
- 1954年04月01日：（6町5村）
  - 蒲郡町、三谷町、鹽津村合併為蒲郡市[6]，並脫離寶飯郡。
  - 八名郡大和村（日语：大和村 (愛知県八名郡)）被併入一宮村。
- 1955年03月01日：前芝村被併入豐橋市。（6町4村）
- 1955年04月01日：（6町2村）
  - 赤坂町、長澤村、萩村合併為音羽町。
  - 八名郡雙和村（日语：双和村）的金澤地區被併入一宮村。
- 1955年10月01日：大塚村被廢除，轄區分別被併入蒲郡市和御津町。[6]（6町1村）
- 1959年04月01日：御油町被併入豐川市。（5町1村）
- 1961年04月01日：一宮村改制為一宮町（日语：一宮町_(愛知県)）。（6町）
- 1962年04月01日：形原町被併入蒲郡市。[6]（5町）
- 1963年04月01日：西浦町被併入蒲郡市。[6]（4町）
- 2006年02月01日：一宮町被併入豐川市。（3町）
- 2008年01月15日：音羽町、御津町被併入豐川市。（1町）
- 2010年02月01日：小坂井町被併入豐川市，同時寶飯郡因無所屬町村而消失。

### 變遷表
| 1889年10月1日               | 1889年 - 1944年               | 1889年 - 1944年              | 1889年 - 1944年                 | 1945年 - 1954年              | 1955年 - 1989年              | 1955年 - 1989年              | 1989年 - 現在            | 現在   |
| --------------------------- | ----------------------------- | ---------------------------- | ------------------------------- | ---------------------------- | ---------------------------- | ---------------------------- | ------------------------ | ------ |
| 西浦村                      | 西浦村                        | 西浦村                       | 1944年2月11日 改制為西浦町      | 1944年2月11日 改制為西浦町   | 1944年2月11日 改制為西浦町   | 1963年4月1日 併入蒲郡市      | 蒲郡市                   | 蒲郡市 |
| 形原村                      | 形原村                        | 形原村                       | 1924年4月1日 改制為形原町       | 1924年4月1日 改制為形原町    | 1924年4月1日 改制為形原町    | 1962年4月1日 併入蒲郡市      | 蒲郡市                   | 蒲郡市 |
| 三谷村                      | 1894年12月10日 改制為三谷町   | 1894年12月10日 改制為三谷町  | 1894年12月10日 改制為三谷町     | 1954年4月1日 合併為蒲郡市    | 1954年4月1日 合併為蒲郡市    | 蒲郡市                       | 蒲郡市                   | 蒲郡市 |
| 豐岡村                      | 豐岡村                        | 1906年7月1日 合併為蒲郡町    | 1906年7月1日 合併為蒲郡町       | 1954年4月1日 合併為蒲郡市    | 1954年4月1日 合併為蒲郡市    | 蒲郡市                       | 蒲郡市                   | 蒲郡市 |
| 蒲郡村                      | 1891年10月16日 改制為蒲郡町   | 1906年7月1日 合併為蒲郡町    | 1906年7月1日 合併為蒲郡町       | 1954年4月1日 合併為蒲郡市    | 1954年4月1日 合併為蒲郡市    | 蒲郡市                       | 蒲郡市                   | 蒲郡市 |
| 靜里村                      |                               | 1906年7月1日 合併為蒲郡町    | 1906年7月1日 合併為蒲郡町       | 1954年4月1日 合併為蒲郡市    | 1954年4月1日 合併為蒲郡市    | 蒲郡市                       | 蒲郡市                   | 蒲郡市 |
| 神之鄉村                    |                               | 1906年7月1日 合併為蒲郡町    | 1906年7月1日 合併為蒲郡町       | 1954年4月1日 合併為蒲郡市    | 1954年4月1日 合併為蒲郡市    | 蒲郡市                       | 蒲郡市                   | 蒲郡市 |
| 鹽津村                      |                               |                              |                                 | 1954年4月1日 合併為蒲郡市    | 1954年4月1日 合併為蒲郡市    | 蒲郡市                       | 蒲郡市                   | 蒲郡市 |
| 大塚村                      | 大塚村                        | 大塚村                       | 大塚村                          | 大塚村                       | 1955年10月1日 併入蒲郡市     | 蒲郡市                       | 蒲郡市                   | 蒲郡市 |
| 大塚村                      | 大塚村                        | 大塚村                       | 大塚村                          | 大塚村                       | 1955年10月1日 併入御津町     | 御津町                       | 2008年1月15日 併入豐川市 | 豐川市 |
| 佐脇村                      | 佐脇村                        | 1906年7月1日 合併為御津村    | 1930年2月11日 改制為御津町      | 1930年2月11日 改制為御津町   | 1930年2月11日 改制為御津町   | 御津町                       | 2008年1月15日 併入豐川市 | 豐川市 |
| 御馬村                      |                               | 1906年7月1日 合併為御津村    | 1930年2月11日 改制為御津町      | 1930年2月11日 改制為御津町   | 1930年2月11日 改制為御津町   | 御津町                       | 2008年1月15日 併入豐川市 | 豐川市 |
| 御津村                      |                               | 1906年7月1日 合併為御津村    | 1930年2月11日 改制為御津町      | 1930年2月11日 改制為御津町   | 1930年2月11日 改制為御津町   | 御津町                       | 2008年1月15日 併入豐川市 | 豐川市 |
| 平幡村                      | 平幡村                        | 1906年7月1日 合併為八幡村    | 1943年6月1日 合併為豐川市       | 1943年6月1日 合併為豐川市    | 1943年6月1日 合併為豐川市    | 豐川市                       | 豐川市                   | 豐川市 |
| 穗原村                      |                               | 1906年7月1日 合併為八幡村    | 1943年6月1日 合併為豐川市       | 1943年6月1日 合併為豐川市    | 1943年6月1日 合併為豐川市    | 豐川市                       | 豐川市                   | 豐川市 |
| 麻生田村                    | 麻生田村                      | 1906年7月1日 合併為豐川町    | 1943年6月1日 合併為豐川市       | 1943年6月1日 合併為豐川市    | 1943年6月1日 合併為豐川市    | 豐川市                       | 豐川市                   | 豐川市 |
| 豐川村                      | 1893年3月13日 改制為豐川町    | 1906年7月1日 合併為豐川町    | 1943年6月1日 合併為豐川市       | 1943年6月1日 合併為豐川市    | 1943年6月1日 合併為豐川市    | 豐川市                       | 豐川市                   | 豐川市 |
| 睦美村                      |                               |                              | 1943年6月1日 合併為豐川市       | 1943年6月1日 合併為豐川市    | 1943年6月1日 合併為豐川市    | 豐川市                       | 豐川市                   | 豐川市 |
| 1906年7月1日 合併為牛久保町 |                               |                              | 1943年6月1日 合併為豐川市       | 1943年6月1日 合併為豐川市    | 1943年6月1日 合併為豐川市    | 豐川市                       | 豐川市                   | 豐川市 |
| 牛久保村                    | 1891年10月16日 改制為牛久保町 |                              | 1943年6月1日 合併為豐川市       | 1943年6月1日 合併為豐川市    | 1943年6月1日 合併為豐川市    | 豐川市                       | 豐川市                   | 豐川市 |
| 明子村                      |                               |                              | 1943年6月1日 合併為豐川市       | 1943年6月1日 合併為豐川市    | 1943年6月1日 合併為豐川市    | 豐川市                       | 豐川市                   | 豐川市 |
| 白鳥村                      | 白鳥村                        | 1906年9月10日 合併為國府町   | 1943年6月1日 合併為豐川市       | 1943年6月1日 合併為豐川市    | 1943年6月1日 合併為豐川市    | 豐川市                       | 豐川市                   | 豐川市 |
| 國府村                      | 1893年3月13日 改制為國府町    | 1906年9月10日 合併為國府町   | 1943年6月1日 合併為豐川市       | 1943年6月1日 合併為豐川市    | 1943年6月1日 合併為豐川市    | 豐川市                       | 豐川市                   | 豐川市 |
| 御油村                      | 1892年1月29日 改制為御油町    | 1892年1月29日 改制為御油町   | 1892年1月29日 改制為御油町      | 1892年1月29日 改制為御油町   | 1959年4月1日 併入豐川市      | 豐川市                       | 豐川市                   | 豐川市 |
| 赤坂村                      | 1894年6月23日 改制為赤坂町    | 1894年6月23日 改制為赤坂町   | 1894年6月23日 改制為赤坂町      | 1894年6月23日 改制為赤坂町   | 1955年4月1日 合併為音羽町    | 1955年4月1日 合併為音羽町    | 2008年1月15日 併入豐川市 | 豐川市 |
| 長澤村                      |                               |                              |                                 |                              | 1955年4月1日 合併為音羽町    | 1955年4月1日 合併為音羽町    | 2008年1月15日 併入豐川市 | 豐川市 |
| 萩村                        |                               |                              |                                 |                              | 1955年4月1日 合併為音羽町    | 1955年4月1日 合併為音羽町    | 2008年1月15日 併入豐川市 | 豐川市 |
| 豐秋村                      | 豐秋村                        | 1906年9月10日 合併為小坂井村 | 1926年9月12日 改制為小坂井町    | 1926年9月12日 改制為小坂井町 | 1926年9月12日 改制為小坂井町 | 1926年9月12日 改制為小坂井町 | 2010年2月1日 併入豐川市  | 豐川市 |
| 伊奈村                      |                               | 1906年9月10日 合併為小坂井村 | 1926年9月12日 改制為小坂井町    | 1926年9月12日 改制為小坂井町 | 1926年9月12日 改制為小坂井町 | 1926年9月12日 改制為小坂井町 | 2010年2月1日 併入豐川市  | 豐川市 |
| 桑富村                      | 桑富村                        | 1906年7月1日 合併為一宮村    | 1906年7月1日 合併為一宮村       | 1906年7月1日 合併為一宮村    | 一宮村                       | 1961年4月1日 改制為一宮町    | 2006年2月1日 併入豐川市  | 豐川市 |
| 本茂村                      |                               | 1906年7月1日 合併為一宮村    | 1906年7月1日 合併為一宮村       | 1906年7月1日 合併為一宮村    | 一宮村                       | 1961年4月1日 改制為一宮町    | 2006年2月1日 併入豐川市  | 豐川市 |
| 八名郡豐津村                | 八名郡豐津村                  | 八名郡豐津村                 | 1920年8月1日 合併為八名郡大和村 | 1954年4月1日 併入一宮村      | 一宮村                       | 1961年4月1日 改制為一宮町    | 2006年2月1日 併入豐川市  | 豐川市 |
| 八名郡橋尾村                |                               |                              | 1920年8月1日 合併為八名郡大和村 | 1954年4月1日 併入一宮村      | 一宮村                       | 1961年4月1日 改制為一宮町    | 2006年2月1日 併入豐川市  | 豐川市 |
| 八名郡金澤村                | 八名郡金澤村                  | 八名郡金澤村                 | 八名郡金澤村                    | 1951年4月1日 合併為雙和村    | 1955年4月1日 併入一宮村      | 1961年4月1日 改制為一宮町    | 2006年2月1日 併入豐川市  | 豐川市 |
| 八名郡賀茂村                | 八名郡賀茂村                  | 八名郡賀茂村                 | 八名郡賀茂村                    | 1951年4月1日 合併為雙和村    | 1955年4月1日 併入豐橋市      | 豐橋市                       | 豐橋市                   | 豐橋市 |
| 前芝村                      | 前芝村                        | 前芝村                       | 前芝村                          | 前芝村                       | 1955年3月1日 併入豐橋市      | 豐橋市                       | 豐橋市                   | 豐橋市 |
| 大村                        | 大村                          | 1906年7月1日 合併為下地町    | 1932年9月1日 併入豐橋市         | 1932年9月1日 併入豐橋市      | 1932年9月1日 併入豐橋市      | 豐橋市                       | 豐橋市                   | 豐橋市 |
| 下地村                      | 1891年10月16日 改制為下地町   | 1906年7月1日 合併為下地町    | 1932年9月1日 併入豐橋市         | 1932年9月1日 併入豐橋市      | 1932年9月1日 併入豐橋市      | 豐橋市                       | 豐橋市                   | 豐橋市 |
| 鹿菅村                      |                               | 1906年7月1日 合併為下地町    | 1932年9月1日 併入豐橋市         | 1932年9月1日 併入豐橋市      | 1932年9月1日 併入豐橋市      | 豐橋市                       | 豐橋市                   | 豐橋市 |